# Barczewski Dwór
Barczewski Dwór (deutsch Klein Wartenburg) ist ein Ort in der polnischen Woiwodschaft Ermland-Masuren. Er gehört zur Gmina Barczewo (Stadt-und-Land-Gemeinde Wartenburg in Ostpreußen) im Powiat Olsztyński (Kreis Allenstein).

## Geographische Lage
Barczewski Dwór liegt wenige hundert Meter nördlich der Stadt Barczewo (Wartenburg i. Ostpr:) im Westen der Woiwodschaft Ermland-Masuren, 14 Kilometer nordöstlich der Kreis- und Woiwodschaftshauptstadt Olsztyn (deutsch Allenstein).

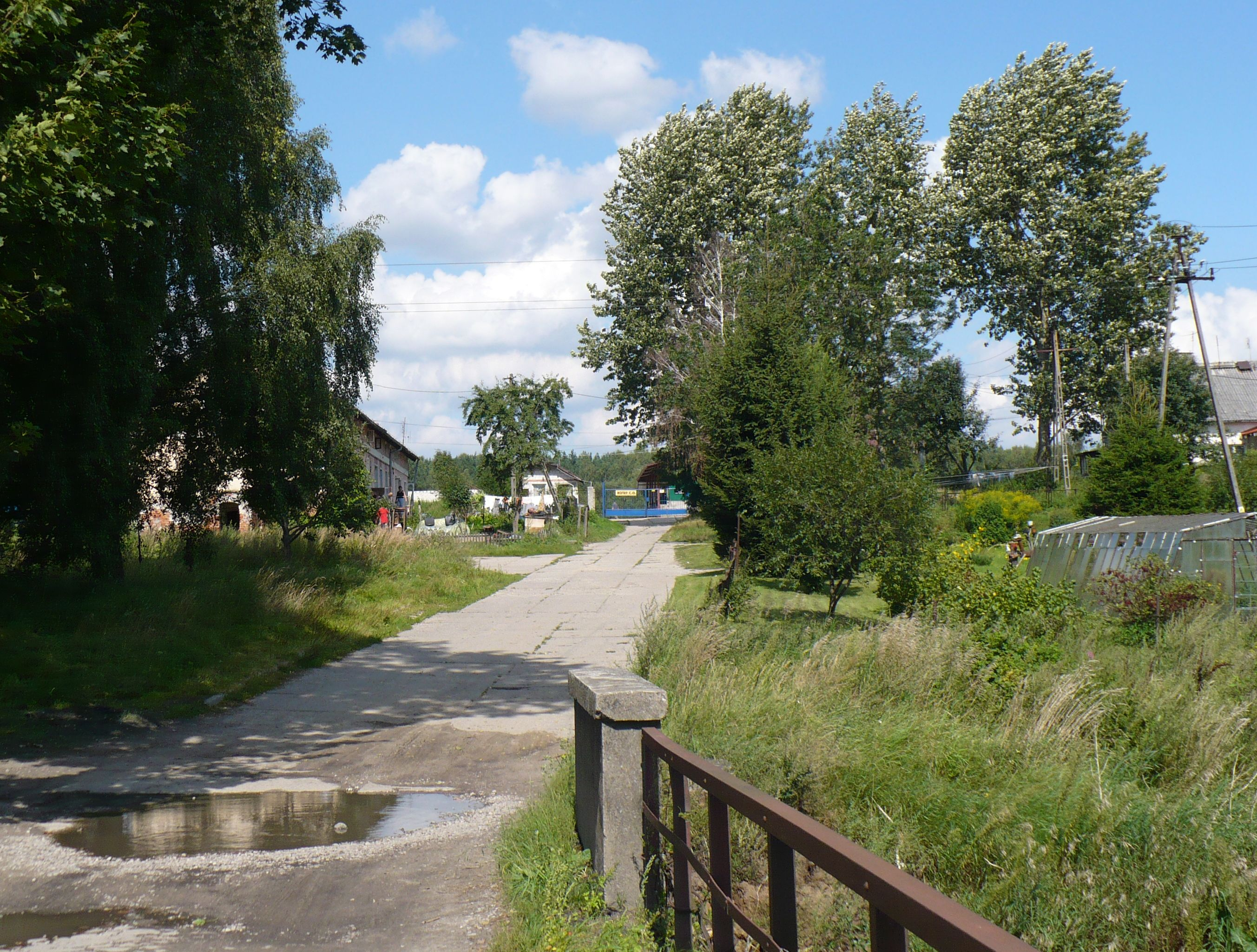
Straße in Barczewski Dwór

## Geschichte
Klein Wartenburg, in seinem Kern aus einem großen Hof bestehend, hieß bis zum 3. März 1855 Abbau Meske. Sein Besitzer war seinerzeit Lieutenant Meske, Special-Direktor einer Stolper Mobiliar-Brand-Versicherungsgesellschaft. Bis 1945 war Klein Wartenburg ein Wohnplatz der Stadt Wartenburg. Im Jahre 1905 bestand der kleine Ort aus drei Wohngebäuden bei 26 Einwohnern. Bis zur Eingliederung unbekannten Datums nach Wartenburg gehörte Klein Wartenburg zum Amtsbezirk Maraunen (polnisch Maruny) im ostpreußischen Kreis Allenstein.
Als in Kriegsfolge 1945 das gesamte südliche Ostpreußen an Polen abgetreten wurde, erhielt Klein Wartenburg die polnische Namensform „Barczewski Dwór“. Heute ist der kleine Ort in das Schulzenamt (polnisch Sołectwo) Ruszajny (Reuschhagen) innerhalb der Gmina Barczewo (Stadt- und Landgemeinde Wartenburg i. Ostpr.) im Powiat Olsztyński (Kreis Allenstein) eingegliedert, bis 998 der Woiwodschaft Olsztyn, seither der Woiwodschaft Ermland-Masuren zugehörig.

## Kirche
Bis 1945 war Klein Wartenburg in die evangelische Kirche Wartenburg (Ostpreußen) (polnisch Barczewo) in der Kirchenprovinz Ostpreußen der Kirche der Altpreußischen Union, außerdem in die römisch-katholische St.-Anna-Kirche in Wartenburg eingepfarrt.
Heute gehört Barczewski Dwór weiterhin zur Stadt Barczewo, die jetzt dem Erzbistum Ermland zugeordnet ist. Evangelischerseits gehört der Ort zur Christus-Erlöser-Kirche Olsztyn (Allenstein) innerhalb der Diözese Masuren der Evangelisch-Augsburgischen Kirche in Polen.

## Verkehr
Nach Barczewski Dwór führt eine Stichstraße von der Stadt Barczewo aus direkt in den Ort.
Die nächste Bahnstation ist ebenfalls die Stadt Barczewo. Sie liegt an der PKP-Linie 353: Posen–Toruń–Olsztyn–Skandawa, die heute aber nicht mehr bis nach Tschernjachowsk (Insterburg) – jetzt in der russischen Oblast Kaliningrad (Königsberger Gebiet) gelegen – führt.